# Gustaf Lithou
Gustaf Lithou, född den 25 mars 1692 i Limingo, Österbottens län, död den 21 december 1753 i Stockholm, var en svensk skald.
Lithou fick studera i Uppsala, där han ägnade sig företrädesvis åt den latinska verskonsten i den tidens smak, det vill säga som efterbildare av Lucanus, Statius, Claudianus och andra senromerska skalder. (Han beskylldes 1738 i Thet swenska nitet för att alltför troget ha imiterat holländaren Barlaeus.) Sedermera ingick han i krigstjänst, befordrades till fänrik, men tog avsked 1721 med en liten pension. Han erhöll 1751 kaptens fullmakt. Sitt stora rykte inom den latinska skaldekonsten grundlade L. genom sin Panegyris exsequialis över Karl XII, ett långt historiskt skaldekväde på ståtliga hexametrar, om vilket den store latinaren Johan Rosenadler vittnade, att "det kanske i någon mån kunde jämföras med antikens dikter". Eljest inskränker sig hans diktning till smärre lyckönskningar, gravskrifter och i synnerhet böneskrifter, de sistnämnda riktade till både konung, ständer, ämbetsverk och enskilda. Hans poesier vann uppmärksamhet och berömmelse även i Tyskland, och så kunde en förläggare djärvas att 1734 utgiva hans Poématum heroico-miscellancorum pars I, vilka av samtida vitterlekare prisades och framhölls som utomordentliga mönster.